# Marcillac-Vallon
 Marcillac-Vallon  (en occitano Marcilhac) es una población y comuna francesa, situada en la región de Mediodía-Pirineos, departamento de Aveyron, en el distrito de Rodez y cantón de Marcillac-Vallon.

## Demografía
| 1184 | 1370 | 1493 | 1564 | 1485 | 1532 |
| Para los censos de 1962 a 1999 la población legal corresponde a la población sin duplicidades (Fuente: INSEE [Consultar]) |      |      |      |      |      |